# Valdambra
La Valdambra (o Val d'Ambra) è la valle che segue il corso del Torrente Ambra, dalla sorgente (Monteluco T.V. a circa 850 m s.l.m. in prov. di Siena) alla foce (Levanella dove l'Ambra si immette nell'Arno in prov. di Arezzo). Il centro abitato più importante della valle è Bucine, capoluogo dell'omonimo Comune, con una popolazione di circa 3.500 residenti mentre invece la popolazione dell'intera valle è poco più di 12.000 residenti. La valle comprende tutto il territorio comunale di Bucine (per la netta e stragrande maggioranza) e una piccolissima parte comprende anche una porzione del comune di Laterina Pergine (quest'ultimo appunto in netta minoranza). 
La valle è attraversata dalla'ex strada statale 540 di Valdambra ora come molte altre strade italiane declassata a "sp 540", che collega il Valdarno aretino al territorio senese. Altri borghi e centri minori della valle sono: Levane, Montebenichi, Rapale, Pietraviva, Badia a Ruoti, Capannole, Badia Agnano, Dùddova, Pogi, Ambra, San Martino, Cennina, Solata, Sogna, San Leolino e San Pancrazio che fanno tutti parte del comune di Bucine, Montozzi, Pieve a Presciano e Poggio Bagnoli che sono frazioni di Laterina Pergine appunto vicino al confine col territorio di Bucine.
La Valdambra è un territorio ben delineato fra le province di Arezzo e Siena, morfologicamente ondulato di origine collinare e molto boscoso, inoltre è ricco di colture dai cereali al tabacco, dai girasoli a viti ed olivi, tutto questo anche grazie ad un suo particolare microclima a sé stante. Molti prodotti tipici enogastronomici della Valdambra hanno raggiunto una certa e meritata notorietà, a partire dal vino con etichette conosciute ormai a livello internazionale per passare all'olio del quale esiste a Bucine un frantoio di ultima generazione che produce un olio di elevata qualità esaltandone l'aroma, l'olio della Valdambra risulta essere riconosciuto ad alto livello avendo molti genotipi di zona che risiedono solo ed esclusivamente in Valdambra. Molto sviluppato in questa zona infatti è il settore primario riguardante appunto l'agricoltura e la zootecnica. Anche il settore turistico si è molto evoluto presentando infatti varie strutture ricettive quali b&b, agriturismi, casevacanza, hotel e camping.
Il territorio valdambrino parte dal suo punto più basso di altezza a circa 150 metri slm in località Levane, per poi iniziare a salire verso Bucine (250 metri slm) ed oltre (alta Valdambra), toccando l'apice a Poggio Ascensione e a Monte di Rota entrambe nei pressi della località di Solata ad un'altezza di 655 metri slm.
Confina a nord con il Valdarno (il quale in alcuni casi viene considerato inglobante la Valdambra), a sud con i primi territori delle crete senesi e la zona della berardenga, a ovest con i monti del Chianti e ad est con la Valdichiana.
In Valdambra sono presenti molte tracce storiche di varie epoche, dalla preistoria (vari reperti provengono da questa zona e sono custoditi al museo paleontologico della scuola media di Bucine ed altri al museo paleontologico di Montevarchi) al periodo etrusco (borgo di Rapale) o a quello romano (ponte di Pogi) per passare al periodo longobardo (Montebenichi) e al periodo medievale (castello di Cennina e torre di Galatrona), fino ad epoche più recenti, ma che rappresentano grandi opere (grande viadotto ferroviario - ponte di Bucine) e anche fatti tragici come la strage nazista al tempo della seconda guerra mondiale nel piccolo paesino di San Pancrazio. Notevoli siti storico-religiosi sono il complesso abbaziale di Badia a Ruoti e le pievi di San Quirico a Capannole, di San Giovanni Battista a Galatrona e Sant'Apollinare e San Giovanni Battista a Bucine.
Ad essa il comune di Bucine ha dedicato La valle dell'Ambra, documentario di mezz'ora di Walter Bencini (Italia, 1999), ed un libro dal titolo "Bucine e la Valdambra".